# Earthborn Evolution
Earthborn Evolution è il secondo album della band progressive/technical death metal canadese Beyond Creation, pubblicato nel 2014 dalla Season of Mist.

## Tracce
1. Elusive Reverence – 4:15
2. Sous la lueur de l'empereur – 5:25
3. Earthborn Evolution – 5:35
4. The Great Revelation – 2:37
5. Neurotical Transmissions – 5:07
6. Abstrait dialog (strumentale) – 3:06
7. The Axiom – 4:09
8. L'Exorde – 2:07
9. Theatrical Delirium – 6:49
10. Fundamental Process – 7:13